# 김시권 (배우)
김시권(1982년 8월 20일 ~ )은 대한민국의 배우이다.

## 학력
- 서울예술대학 영화과[1]

## 연기 활동

### 영화
| 연도 | 제목   | 역할            |
| ---- | ------ | --------------- |
| 2010 | 아저씨 | 클럽기도 역     |
| 2009 | 전우치 | 사진작가 역     |
| 2008 | 아이들 | 범석 역         |
| 2006 | 로망스 | 사격장 직원1 역 |